# Dhiffushi
Dhiffushi är en ö i Maldiverna.  Den ligger i den norra delen av landet, 37 km nordöst om huvudstaden Malé. Geografiskt är den en del av Norra Maléatollen och tillhör den administrativa atollen Kaafu.